# Göttenbach-Gymnasium (Idar-Oberstein)

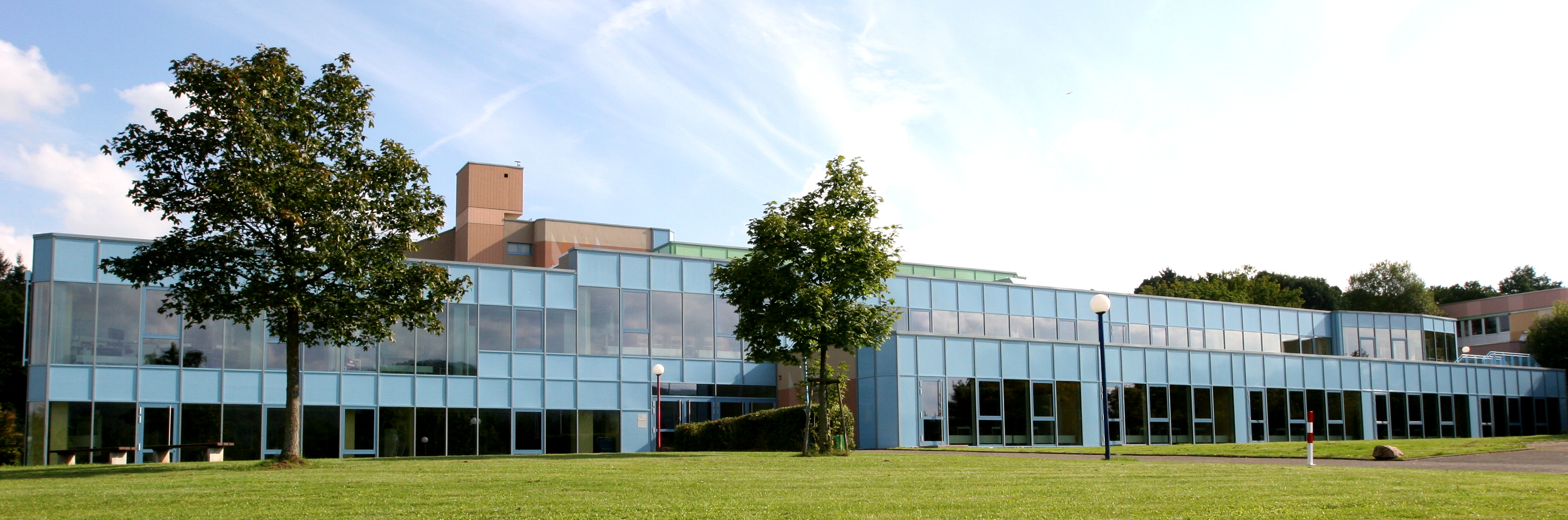
Haupteingang des Göttenbach-Gymnasiums

Erstes Schulgebäude 1872

Ausschnitt aus Festschrift von 1922 mit Schulgebäude

Ansichtskarte von 1920 mit den Gebäuden der damaligen Oberrealschule und der Schillerschule

Das Göttenbach-Gymnasium ist das ältere von zwei Gymnasien der Stadt Idar-Oberstein in Rheinland-Pfalz.
Gegründet wurde die Schule 1872 als „Gemeinschaftliche Realschule“  und befand sich damals am Göttenbach, der vom Idar-Obersteiner Stadtteil Göttschied am Gebäude vorbei in den Idarbach fließt. Der Göttenbach trennt die damals noch selbständigen Orte Idar und Oberstein. Dieser Standort wurde gewählt, damit die Schule den beiden 1933 zur Doppelstadt vereinigten Orten zur Verfügung stand. Heute befindet sich in diesem Gebäude eine Moschee. Ab 1909 wurde ein Neubau errichtet, in den die Schule 1911 umzog, darin befindet sich heute die Polizei.
1933 zog die Schule um in das Gebäude der Schillerschule, die am Idarbach in der Nähe seiner Mündung in die Nahe liegt. In diesem Gebäude befindet sich heute die Stadtverwaltung von Idar-Oberstein.
1968 wurde aus Platzmangel mit dem Gymnasium an der Heinzenwies ein Ableger des Göttenbach-Gymnasiums gegründet, so dass Idar-Oberstein heute zwei Gymnasien beheimatet, die Schüler zum Abitur führen.
1983 erfolgte der Umzug des Göttenbach-Gymnasiums von der Stadtmitte Idar-Obersteins an den heutigen Standort im Stadtteil Weierbach. Hier ist das Gymnasium eingebunden in ein großes Schulzentrum, das noch eine Grundschule und zwei Förderschulen umfasst. Das Gymnasium ist in einem eigenen Gebäude untergebracht und verfügt über eine eigene Mensa, einen großen Schulhof, ausgedehnte Grünanlagen und einen großen Sporthallenkomplex mit drei Spielfeldern.

## Ganztagsschule in Angebotsform
Seit 2008 bietet das Göttenbach-Gymnasium eine „Ganztagsschule in Angebotsform“ an, d. h. die Eltern haben bei der Anmeldung ihrer Kinder die Wahl, diese in der herkömmlichen Halbtagsschule anzumelden oder für die Ganztagsschule.
Die Grundpfeiler Konzeptes für den Ganztagsschulzweig sind folgende Punkte:
- Verteilung der Unterrichts- und Freizeit- /Entspannungsphasen über den gesamten Schultag
- eine Zusatzstunde zum Üben und Vertiefen der Lerninhalte in den Hauptfächern
- eine Lernzeit zur Erledigung von Wochenaufgaben in den Nebenfächern
- zusätzliche schriftliche Hausaufgaben in den Hauptfächern
- individuelle Förderung der Schüler durch Unterstützung von FSJ-lern und Lerncoaches aus höheren Klassen (Projekt S.a.m.S. – Schüler arbeiten mit Schülern)
- ausgedehnte Mittagspause.

## Hospitationsschule
Das Göttenbach-Gymnasium ist seit dem Schuljahr 2015/2016 eine von insgesamt acht Schulen aus Rheinland-Pfalz, die am Projekt „Hospitationsschulen – miteinander & voneinander lernen“ des rheinland-pfälzischen Pädagogischen Landesinstituts teilnehmen. Als einziges Gymnasium in diesem Projekt hat es sich die Themenbereiche `Schulleitung im Team’, `Außerschulische Partner’ und `Berufs- und Studienorientierung’ als Schwerpunkte ausgewählt. Die Auswahl der Schule für dieses Projekt bezeichnete die rheinland-pfälzische Bildungsministerin Vera Reiß als große Auszeichnung.

## Göttenbach-Tage
Eine Besonderheit des Göttenbach-Gymnasiums sind die Göttenbach-Tage. Dies sind fünf Unterrichtstage für besondere Schwerpunkte, die in den verschiedenen Stufen sehr unterschiedlich dem Alter und Entwicklungsstand der Schüler angemessen sind. In der Orientierungsstufe liegt ein Schwerpunkt auf dem sozialen Lernen, insbesondere im Rahmen des Projektes zur Primärprävention (ProPP). In der Mittelstufe geht es um Berufsvorbereitung, Medienerziehung, Suchtprävention und Persönlichkeitsbildung. Die Oberstufe steht mit unterschiedlichen Tests und Trainingsmodulen insbesondere im Zeichen der Berufs- und Studienvorbereitung. Die unterschiedlichen Aktivitäten werden zu einem guten Teil von Lehrkräften der Schule durchgeführt, aber durch eine Vielzahl von außerschulischen Kooperationspartnern unterstützt: Polizei, Universitäten und Fachhochschulen, Banken, der Deutsche Gewerkschaftsbund, die Stadtbibliothek und Buchhandlungen sowie verschiedene Betriebe der Region fördern die Vielfalt und Qualität der Angebote in besonderem Maße.

## Diversa
- Eine räumliche Besonderheit ist der 'Raum der Stille'. Dieser kann von allen am Schulleben Beteiligten genutzt werden. Hier werden Stilleübungen, Meditationen, Phantasiereisen und mehr ermöglicht. Ebenso wird er für Andachten während des Kirchenjahres bzw. im Schuljahresverlauf genutzt sowie in Situationen, in denen eine ruhige Atmosphäre benötigt wird.

- Aufgrund der Lage am Ortsrand können sehr naturbezogene Projekte am Göttenbach-Gymnasium realisiert werden, die zu einem geschlossenen pädagogischen Konzept führen. Der 2014 angelegte Schulgarten ermöglicht im Sinne des ganzheitlichen Lernens, des Lernens „mit Kopf, Herz und Hand“, sinnhaftes und pragmatisches Lernen mit der Natur. Die Umwelt und speziell die Natur werden nicht als Gegenüber des Menschen, sondern als dessen Mitwelt den Schülern nahe gebracht, woraus eine Umwelterziehung erwächst, mit der der Blick auf die mit uns und unter uns lebenden Pflanzen und Tiere gerichtet wird. In diesen Kontext passen auch die Schulbienen, die seit 2015 neben dem Schulgarten angesiedelt wurden. Die Schulbienen bereichern den Schulalltag und leiten an zu planvollem Handeln zur Lösung komplexer Probleme, schaffen Verständnis für Lebenszusammenhänge und Lebensvorgänge, geben Einblick in autökologische (Wechselbeziehungen der Tiere untereinander) und demökologische (Abhängigkeit von anderen Populationen) Zusammenhänge und führen an Fragen der Lebensmittelproduktion und der gesunden Ernährung heran.

- Es gibt zwei Schulhunde, mit dessen Unterstützung emotionale und soziale Kompetenzen trainiert, das Verantwortungsgefühl der Schüler gestärkt, unsichere Kinder aus ihrer Isolation gelockt und das Klassenklima verbessert werden kann.

- Streitschlichter, Medienscouts und der Schulsanitätsdienst bieten den Schülern Gestaltungsmöglichkeiten am Schulleben. Die Eltern können über die sog. Elternschatztruhe mit eigenen Angeboten die Schule bereichern.

- Vor Weihnachten und vor den Sommerferien gibt es zwei große Schulkonzerte, an denen die Schulgemeinschaft eingebunden wird. Insbesondere der sog. 'Projektchor', der regelmäßig ausgewählte Chorliteratur einstudiert, bringt Lehrkräfte, Eltern und Schüler auf der Bühne zusammen und findet in der Schulgemeinschaft ausgezeichnete Resonanz.

- Im November wird ein Tag der offenen Tür durchgeführt, an dem sich die Schule nach außen öffnet und sich allen Interessierten, insbesondere Eltern und Kindern, die mit dem Gedanken spielen, an diese Schule zu wechseln, vorstellt.

- Das Göttenbach-Gymnasium hat zwei Partnerschulen, mit denen regelmäßig Schüleraustausche stattfinden: das Collège „Jean d’Allamont“ in Montmédy (Nordlothringen) sowie das Colégio Suiço-Brasileiro in Curitiba (Brasilien).

- Der Förderverein Göttenbach-Gymnasium Idar-Oberstein e. V. wurde am 22. Juni 1983 gegründet und hat ca. 250 Mitglieder (Stand 2015).

- Das Göttenbach-Gymnasium ist seit Jahren an zahlreichen bundesweiten Projekten beteiligt, darunter Jugend debattiert, Mathematik ohne Grenzen und Jugend trainiert für Olympia. Auch unterschiedlichste soziale Projekte werden seitens dieser Schule unterstützt, darunter Tulpen für Brot, Mary's Meals, die Idar-Obersteiner Tafel, der Kinderrechte-Tag etc.

## Personen

### Lehrer
- Georg Maus (1888–1945)
- Max Rupp (1908–2002)
- Armin Peter Faust (* 1943)

### Schüler
- Paul Eisenschneider (1901–1944)
- Werner Loch (1928–2010)
- Elisabeth Jost (1934–2018)
- Gerhard Fels (1939–2025)
- Axel Redmer (* 1951)
- Rainer Blatt (* 1952)
- Franz Mayer (* 1968)